# Tillières-sur-Avre
Tillières-sur-Avre és un municipi francès situat al departament de l'Eure i a la regió de Normandia. L'any 2007 tenia 1.206 habitants.

## Demografia

### Població
El 2007 la població de fet de Tillières-sur-Avre era de 1.206 persones. Hi havia 498 famílies de les quals 152 eren unipersonals (52 homes vivint sols i 100 dones vivint soles), 135 parelles sense fills, 151 parelles amb fills i 60 famílies monoparentals amb fills.
La població ha evolucionat segons el següent gràfic:
Habitants censats

### Habitatges
El 2007 hi havia 632 habitatges, 509 eren l'habitatge principal de la família, 73 eren segones residències i 50 estaven desocupats. 465 eren cases i 164 eren apartaments. Dels 509 habitatges principals, 272 estaven ocupats pels seus propietaris, 228 estaven llogats i ocupats pels llogaters i 9 estaven cedits a títol gratuït; 15 tenien una cambra, 33 en tenien dues, 122 en tenien tres, 148 en tenien quatre i 190 en tenien cinc o més. 262 habitatges disposaven pel capbaix d'una plaça de pàrquing. A 259 habitatges hi havia un automòbil i a 158 n'hi havia dos o més.

### Piràmide de població
La piràmide de població per edats i sexe el 2009 era:
| Homes | Edats   | Dones |
| ----- | ------- | ----- |
| 0     | 95 o +  | 0     |
| 0     | 90 a 94 | 4     |
| 0     | 85 a 89 | 20    |
| 0     | 80 a 84 | 16    |
| 20    | 75 a 79 | 20    |
| 20    | 70 a 74 | 12    |
| 44    | 65 a 69 | 36    |
| 8     | 60 a 64 | 40    |
| 24    | 55 a 59 | 16    |
| 40    | 50 a 54 | 28    |
| 52    | 45 a 49 | 28    |
| 36    | 40 a 44 | 44    |
| 40    | 35 a 39 | 60    |
| 52    | 30 a 34 | 44    |
| 36    | 25 a 29 | 44    |
| 12    | 20 a 24 | 48    |
| 44    | 15 a 19 | 48    |
| 48    | 10 a 14 | 52    |
| 52    | 5 a 9   | 20    |
| 36    | 0 a 4   | 48    |

## Economia
El 2007 la població en edat de treballar era de 762 persones, 547 eren actives i 215 eren inactives. De les 547 persones actives 450 estaven ocupades (248 homes i 202 dones) i 97 estaven aturades (46 homes i 51 dones). De les 215 persones inactives 67 estaven jubilades, 49 estaven estudiant i 99 estaven classificades com a «altres inactius».

### Ingressos
El 2009 a Tillières-sur-Avre hi havia 505 unitats fiscals que integraven 1.218 persones, la mediana anual d'ingressos fiscals per persona era de 15.566 €.

### Activitats econòmiques
Dels 64 establiments que hi havia el 2007, 2 eren d'empreses alimentàries, 2 d'empreses de fabricació de material elèctric, 9 d'empreses de fabricació d'altres productes industrials, 8 d'empreses de construcció, 17 d'empreses de comerç i reparació d'automòbils, 3 d'empreses d'hostatgeria i restauració, 2 d'empreses d'informació i comunicació, 2 d'empreses financeres, 2 d'empreses immobiliàries, 5 d'empreses de serveis, 6 d'entitats de l'administració pública i 6 d'empreses classificades com a «altres activitats de serveis».
Dels 17 establiments de servei als particulars que hi havia el 2009, 2 eren oficines bancàries, 2 tallers de reparació d'automòbils i de material agrícola, 1 paleta, 1 guixaire pintor, 1 fusteria, 3 lampisteries, 1 electricista, 3 perruqueries, 1 restaurant, 1 agència immobiliària i 1 saló de bellesa.
Dels 6 establiments comercials que hi havia el 2009, 2 eren botiges de menys de 120 m², 2 fleques, 1 una fleca i 1 una peixateria.
L'any 2000 a Tillières-sur-Avre hi havia 10 explotacions agrícoles.

## Equipaments sanitaris i escolars
L'únic equipament sanitari que hi havia el 2009 era una farmàcia.
El 2009 hi havia 1 escola maternal i 1 escola elemental.

## Poblacions més properes
El següent diagrama mostra les poblacions més properes.